# Arifat
 Arifat  là một xã thuộc tỉnh Tarn, trong vùng Occitanie ở miền nam nước Pháp. Xã này nằm ở khu vực có độ cao trung bình 430 mét trên mực nước biển.
Thị trấn có con sông Dadou.

## Dân số
| Năm    | 1962 | 1968 | 1975 | 1982 | 1990 | 1999 | 2006 |
| ------ | ---- | ---- | ---- | ---- | ---- | ---- | ---- |
| Dân số | 182  | 215  | 195  | 201  | 171  | 158  | 159  |